# Округ Тејма (Ајова)
Тејма (енгл. Tama County) је округ у америчкој савезној држави Ајова.

## Демографија
По попису из 2010. године број становника је 17.767, што је 336 (-1,9%) становника мање 2000. године.
| Група             | 2000.          | 2010.          |
| Белци             | 16.140 (89,2%) | 14.874 (83,7%) |
| Афроамериканци    | 46 (0,3%)      | 60 (0,3%)      |
| Азијати           | 32 (0,2%)      | 46 (0,3%)      |
| Хиспаноамериканци | 679 (3,8%)     | 1.320 (7,4%)   |
| Укупно            | 18.103         | 17.767         |